# Zavallia
Zavallia (ukrainien : Завалля, russe : Завалье) est une commune urbaine de l'oblast de Kirovohrad, en Ukraine. Elle compte 4 518 habitants en 2021.

## Economie
Une très grande mine à ciel ouvert exploite du graphite.